# The Colosseum
The Colosseum (englisch für Das Kolosseum) ist ein steilwandiger, mit Moränengeröll angehäufter Bergkessel im südlichen ostantarktischen Viktorialand. In den Darwin Mountains des Transantarktischen Gebirges liegt er auf der Ostseite des Colosseum Ridge.
Seinen Namen erhielt er, weil er und die vier weiteren Bergkessel des Colosseum Ridge in ihrer Form an das Kolosseum in Rom erinnern.